# Autriche aux Jeux olympiques d'hiver de 1968
Cet article contient des informations sur la participation et les résultats de l'Autriche aux Jeux olympiques d'hiver de 1968, qui ont eu lieu à Grenoble en France. 

## Médailles
| Médaille | Nom                                                        | Sport               | Épreuve                |
| -------- | ---------------------------------------------------------- | ------------------- | ---------------------- |
| Or       | Manfred Schmid                                             | Luge                | Individuel hommes      |
| Or       | Wolfgang Schwarz                                           | Patinage artistique | Simple hommes          |
| Or       | Olga Pall                                                  | Ski alpin           | Descente femmes        |
| Argent   | Herbert Huber                                              | Ski alpin           | Slalom hommes          |
| Argent   | Erwin Thaler Reinhold Durnthaler Herbert Gruber Josef Eder | Bobsleigh           | Bob à quatre           |
| Argent   | Manfred Schmid Ewald Walch                                 | Luge                | Double hommes          |
| Argent   | Reinhold Bachler                                           | Saut à ski          | Tremplin normal hommes |
| Bronze   | Baldur Preiml                                              | Saut à ski          | Tremplin normal hommes |
| Bronze   | Christl Haas                                               | Ski alpin           | Descente hommes        |
| Bronze   | Alfred Matt                                                | Ski alpin           | Slalom hommes          |
| Bronze   | Heinrich Messner                                           | Ski alpin           | Slalom géant hommes    |

## Résultats

### Biathlon
| Épreuve | Athlète          | Temps             | Pénalités | Temps ajusté 1    | Rang |
| ------- | ---------------- | ----------------- | --------- | ----------------- | ---- |
| 20 km   | Franz Vetter     | 1 h 16 min 25 s 0 | 20        | 1 h 36 min 25 s 0 | 56   |
| 20 km   | Adolf Scherwitzl | 1 h 30 min 21 s 7 | 4         | 1 h 34 min 21 s 7 | 50   |
| 20 km   | Horst Schneider  | 1 h 24 min 49 s 6 | 9         | 1 h 33 min 49 s 6 | 47   |
| 20 km   | Paul Ernst       | 1 h 25 min 47 s 9 | 6         | 1 h 31 min 47 s 9 | 40   |

| Athlètes                                                 | Manche    | Manche            | Manche |
| Athlètes                                                 | Manqués 2 | Temps             | Rang   |
| -------------------------------------------------------- | --------- | ----------------- | ------ |
| Paul Ernst Adolf Scherwitzl Horst Schneider Franz Vetter | 10        | 2 h 33 min 47 s 1 | 11     |

### Bobsleigh
| Traîneau | Athlètes                          | Épreuve    | Manche 1      | Manche 1 | Manche 2      | Manche 2 | Manche 3      | Manche 3 | Manche 4      | Manche 4 | Total         | Total |
| Traîneau | Athlètes                          | Épreuve    | Temps         | Rang     | Temps         | Rang     | Temps         | Rang     | Temps         | Rang     | Temps         | Rang  |
| -------- | --------------------------------- | ---------- | ------------- | -------- | ------------- | -------- | ------------- | -------- | ------------- | -------- | ------------- | ----- |
| AUT-1    | Erwin Thaler Reinhold Durnthaler  | Bob à deux | 1 min 11 s 27 | 7        | 1 min 11 s 26 | 3        | 1 min 10 s 72 | 3        | 1 min 11 s 88 | 7        | 4 min 45 s 13 | 4     |
| AUT-2    | Max Kaltenberger Fritz Dinkhauser | Bob à deux | 1 min 11 s 34 | 9        | 1 min 12 s 15 | 9        | 1 min 11 s 00 | 5        | 1 min 12 s 14 | 8        | 4 min 46 s 63 | 8     |

| Traîneau | Athlètes                                                   | Épreuve      | Manche 1      | Manche 1 | Manche 2      | Manche 2 | Total         | Total |
| Traîneau | Athlètes                                                   | Épreuve      | Temps         | Rang     | Temps         | Rang     | Temps         | Rang  |
| -------- | ---------------------------------------------------------- | ------------ | ------------- | -------- | ------------- | -------- | ------------- | ----- |
| AUT-1    | Erwin Thaler Reinhold Durnthaler Herbert Gruber Josef Eder | Bob à quatre | 1 min 10 s 08 | 2        | 1 min 07 s 40 | 2        | 2 min 17 s 48 | 2     |
| AUT-2    | Manfred Hofer Hans Ritzl Fritz Dinkhauser Karl Pichler     | Bob à quatre | 1 min 10 s 90 | 9        | 1 min 09 s 12 | 15       | 2 min 20 s 02 | 13    |

### Combiné nordique
Les deux épreuves sont du saut à ski avec un tremplin normal (Trois sauts, les deux meilleurs sont comptabilisés et montrés ici.) et une course de ski de fond de 15 km.
| Athlète               | Épreuve    | Saut à ski | Saut à ski | Saut à ski | Saut à ski | Ski de fond   | Ski de fond | Ski de fond | Total  | Total |
| Athlète               | Épreuve    | Distance 1 | Distance 2 | Points     | Rang       | Temps         | Points      | Rang        | Points | Rang  |
| --------------------- | ---------- | ---------- | ---------- | ---------- | ---------- | ------------- | ----------- | ----------- | ------ | ----- |
| Helmut Voggenberger   | Individuel | 67,5 m     | 66,0 m     | 181,9      | 32         | 54 min 57 s 2 | 160,07      | 37          | 341,97 | 35    |
| Waldemar Heigenhauser | Individuel | 69,0 m     | 68,5 m     | 197,2      | 21         | 55 min 00 s 4 | 159,49      | 38          | 356,69 | 34    |
| Ulli Öhlböck          | Individuel | 64,0 m     | 64,0 m     | 168,8      | 36         | 52 min 23 s 9 | 189,20      | 23          | 358,00 | 32    |

### Hockey sur glace

#### Tour de consolation
Les équipes de ce groupe jouent la 9e à 14e place. L'Autriche entre directement dans ce groupe et ne joue donc pas de médaille.
| Rang | Équipe      | PJ | V | D | N | BP | BC | Pts |
| ---- | ----------- | -- | - | - | - | -- | -- | --- |
| 9    | Yougoslavie | 5  | 5 | 0 | 0 | 33 | 9  | 10  |
| 10   | Japon       | 5  | 4 | 1 | 0 | 27 | 12 | 8   |
| 11   | Norvège     | 5  | 3 | 2 | 0 | 15 | 15 | 6   |
| 12   | Roumanie    | 5  | 2 | 3 | 0 | 22 | 23 | 4   |
| 13   | Autriche    | 5  | 1 | 4 | 0 | 12 | 27 | 2   |
| 14   | France      | 5  | 0 | 5 | 0 | 9  | 32 | 0   |

 Roumanie –  Autriche 3-2 (2-1, 1-1, 0-0)

Buteurs: Fagarasi, Calamar, Mois – Schupp, Samonig.
 Yougoslavie –  Autriche 6-0 (2-0, 2-0, 2-0)

Buteurs: Ivo Jan 3, Roman Smolej, Tisler, Klinar.
 France –  Autriche 2-5 (0-1, 2-3, 0-1)

Buteurs: Faucomprez, Caux – Puschnig 2, Kirchbaumer, St. John, Schupp.
  Norvège –  Autriche 5-4 (3-1, 2-1, 0-2)

Buteurs: Dalsören 2, Bjölbak, Olsen, Hansen – Schupp 2, Weingärtner, St. John.
 Japon –  Autriche  11-1 (1-0, 6-0, 4-1)

Buteurs: Itoh 2, Okajima 2, Hikigi 2, Araki, Kudo, Takashima, Toriyabe, Iwamoto – Puschnig.

#### Effectif
13. AUTRICHE

Gardiens de but: Franz Schilcher, Karl Pregl

Défenseurs: Gerd Schager, Gerhard Felfernig, Josef Mössmer, Hermann Erhard, Gerhard Hausner 

Attaquants: Dieter Kalt, Adelbert St. John, Josef Puschnig, Josef Schwitzer, Heinz Schupp, Walter König, Heinz Knoflach, Klaus Weingartner, Klaus Kirchbaumer, Günter Burkhart, Paul Samonig

### Luge
| Athlète          | Manche 1    | Manche 1 | Manche 2 | Manche 2 | Manche 3 | Manche 3 | Total         | Total |
| Athlète          | Temps       | Rang     | Temps    | Rang     | Temps    | Rang     | Temps         | Rang  |
| ---------------- | ----------- | -------- | -------- | -------- | -------- | -------- | ------------- | ----- |
| Peter Kretauer   | Disqualifié | –        | –        | –        | –        | –        | Disqualifié   | –     |
| Helmut Thaler    | 58 s 42     | 14       | 59 s 03  | 16       | 58 s 60  | 14       | 2 min 56 s 05 | 14    |
| Josef Feistmantl | 57 s 78     | 6        | 58 s 06  | 5        | 57 s 73  | 4        | 2 min 53 s 27 | 5     |
| Manfred Schmid   | 57 s 16     | 1        | 57 s 73  | 3        | 57 s 59  | 2        | 2 min 52 s 48 | 1     |

| Athlètes                       | Manche 1 | Manche 1 | Manche 2 | Manche 2 | Total         | Total |
| Athlètes                       | Temps    | Rang     | Temps    | Rang     | Temps         | Rang  |
| ------------------------------ | -------- | -------- | -------- | -------- | ------------- | ----- |
| Manfred Schmid Ewald Walch     | 48 s 16  | 2        | 48 s 18  | 2        | 1 min 36 s 34 | 2     |
| Josef Feistmantl Wilhelm Bichl | 48 s 81  | 6        | 49 s 30  | 10       | 1 min 38 s 11 | 7     |

#### Femmes
| Athlète          | Manche 1 | Manche 1 | Manche 2 | Manche 2 | Manche 3 | Manche 3 | Total         | Total |
| Athlète          | Temps    | Rang     | Temps    | Rang     | Temps    | Rang     | Temps         | Rang  |
| ---------------- | -------- | -------- | -------- | -------- | -------- | -------- | ------------- | ----- |
| Elfriede Wäger   | 51 s 93  | 18       | 50 s 44  | 12       | 52 s 04  | 17       | 2 min 34 s 41 | 15    |
| Marlene Korthals | 49 s 72  | 9        | 50 s 31  | 8        | 51 s 30  | 12       | 2 min 31 s 33 | 10    |
| Helene Thurner   | 49 s 64  | 6        | 50 s 15  | 7        | 50 s 71  | 7        | 2 min 30 s 50 | 9     |

### Patinage artistique
| Athlète          | FI | PL | Points | Places | Rang |
| ---------------- | -- | -- | ------ | ------ | ---- |
| Günter Anderl    | 20 | 23 | 1574,7 | 193    | 23   |
| Emmerich Danzer  | 4  | 1  | 1873,0 | 29     | 4    |
| Wolfgang Schwarz | 1  | 2  | 1904,1 | 13     | 1    |

| Athlète           | FI | PL | Points | Places | Rang |
| ----------------- | -- | -- | ------ | ------ | ---- |
| Elisabeth Nestler | 26 | 21 | 1562,6 | 2089   | 23   |
| Elisabeth Mikula  | 17 | 19 | 1612,5 | 164    | 18   |
| Beatrix Schuba    | 3  | 12 | 1773,2 | 51     | 5    |

### Patinage de vitesse

#### Hommes
| Épreuve  | Athlète          | Course        | Course |
| Épreuve  | Athlète          | Temps         | Rang   |
| -------- | ---------------- | ------------- | ------ |
| 500 m    | Otmar Braunecker | 42 s 1        | 26     |
| 1 500 m  | Erich Korbel     | 2 min 15 s 7  | 44     |
| 1 500 m  | Hermann Strutz   | 2 min 14 s 8  | 40     |
| 1 500 m  | Otmar Braunecker | 2 min 14 s 4  | 39     |
| 5 000 m  | Erich Korbel     | 8 min 20 s 8  | 37     |
| 5 000 m  | Hermann Strutz   | 7 min 53 s 3  | 16     |
| 10 000 m | Hermann Strutz   | 16 min 24 s 9 | 17     |

### Saut à ski
| Athlète           | Épreuve         | Saut 1   | Saut 1 | Saut 2   | Saut 2 | Total  | Total |
| Athlète           | Épreuve         | Distance | Points | Distance | Points | Points | Rang  |
| ----------------- | --------------- | -------- | ------ | -------- | ------ | ------ | ----- |
| Sepp Lichtenegger | Tremplin normal | 72,5 m   | 98,3   | 70,0 m   | 94,8   | 193,1  | 29    |
| Max Golser        | Tremplin normal | 74,0 m   | 102,7  | 65,0 m   | 83,3   | 186,0  | 36    |
| Reinhold Bachler  | Tremplin normal | 77,5 m   | 107,8  | 76,0 m   | 106,4  | 214,2  | 2     |
| Baldur Preiml     | Tremplin normal | 80,0 m   | 113,8  | 72,5 m   | 98,8   | 212,6  | 3     |
| Baldur Preiml     | Grand tremplin  | 80,5 m   | 66,1   | 87,0 m   | 86,2   | 152,3  | 48    |
| Sepp Lichtenegger | Grand tremplin  | 91,0 m   | 90,8   | 91,0 m   | 93,8   | 184,6  | 28    |
| Max Golser        | Grand tremplin  | 95,0 m   | 98,9   | 91,5 m   | 91,5   | 190,4  | 22    |
| Reinhold Bachler  | Grand tremplin  | 98,5 m   | 107,3  | 95,0 m   | 103,4  | 210,7  | 6     |

### Ski alpin

#### Hommes
| Athlète          | Épreuve      | Manche 1      | Manche 1 | Manche 2      | Manche 2 | Total         | Total |
| Athlète          | Épreuve      | Temps         | Rang     | Temps         | Rang     | Temps         | Rang  |
| ---------------- | ------------ | ------------- | -------- | ------------- | -------- | ------------- | ----- |
| Egon Zimmermann  | Descente     |               |          |               |          | 2 min 02 s 55 | 13    |
| Gerhard Nenning  | Descente     |               |          |               |          | 2 min 02 s 31 | 9     |
| Karl Schranz     | Descente     |               |          |               |          | 2 min 01 s 89 | 5     |
| Heinrich Messner | Descente     |               |          |               |          | 2 min 01 s 93 | 4     |
| Werner Bleiner   | Slalom géant | 1 min 46 s 56 | 16       | Disqualifié   | –        | Disqualifié   | –     |
| Gerhard Nenning  | Slalom géant | 1 min 46 s 47 | 15       | 1 min 47 s 14 | 4        | 3 min 33 s 61 | 8     |
| Karl Schranz     | Slalom géant | 1 min 45 s 28 | 6        | 1 min 47 s 80 | 8        | 3 min 33 s 08 | 6     |
| Heinrich Messner | Slalom géant | 1 min 45 s 16 | 5        | 1 min 46 s 67 | 3        | 3 min 31 s 83 | 3     |

#### Slalom hommes
| Athlète          | Manche 1 | Manche 1   | Manche 2 | Manche 2 | Finale         | Finale | Finale         | Finale | Finale        | Finale |
| Athlète          | Temps    | Rang       | Temps    | Rang     | Temps Manche 1 | Rang   | Temps Manche 2 | Rang   | Total         | Rang   |
| ---------------- | -------- | ---------- | -------- | -------- | -------------- | ------ | -------------- | ------ | ------------- | ------ |
| Karl Schranz     | 52 s 56  | 1 Qualifié | –        | –        | Disqualifié    | –      | 49 s 53        | 1      | Disqualifié   | –      |
| Heinrich Messner | 51 s 76  | 1 Qualifié | –        | –        | 52 s 32        | 27     | 51 s 83        | 14     | 1 min 44 s 15 | 14     |
| Alfred Matt      | 50 s 99  | 1 Qualifié | –        | –        | 49 s 68        | 2      | 50 s 41        | 5      | 1 min 40 s 09 | 3      |
| Herbert Huber    | 53 s 04  | 1 Qualifié | –        | –        | 50 s 06        | 13     | 49 s 76        | 2      | 1 min 39 s 82 | 2      |

#### Femmes
| Athlète           | Épreuve      | Manche 1        | Manche 1 | Manche 2 | Manche 2 | Total           | Total |
| Athlète           | Épreuve      | Temps           | Rang     | Temps    | Rang     | Temps           | Rang  |
| ----------------- | ------------ | --------------- | -------- | -------- | -------- | --------------- | ----- |
| Gertrude Gabl     | Descente     |                 |          |          |          | 1 min 43 s 97   | 12    |
| Brigitte Seiwald  | Descente     |                 |          |          |          | 1 min 41 s 82   | 4     |
| Christl Haas      | Descente     |                 |          |          |          | 1 min 41 s 41   | 3     |
| Olga Pall         | Descente     |                 |          |          |          | 1 min 40 s 87   | 1     |
| Lisi Pall         | Slalom géant |                 |          |          |          | 2 min 00 s 91   | 27    |
| Brigitte Seiwald  | Slalom géant |                 |          |          |          | 1:57.26         | 11    |
| Gertrude Gabl     | Slalom géant |                 |          |          |          | 1 min 56 s 85   | 9     |
| Olga Pall         | Slalom géant |                 |          |          |          | 1 min 55 s 61   | 5     |
| Gertrude Gabl     | Slalom       | N'a pas terminé | –        | –        | –        | N'a pas terminé | –     |
| Olga Pall         | Slalom       | 43 s 59         | 16       | 47 s 52  | 9        | 1 min 31 s 11   | 9     |
| Bernadette Rauter | Slalom       | 43 s 34         | 14       | 47 s 10  | 8        | 1 min 30 s 44   | 8     |
| Brigitte Seiwald  | Slalom       | 41 s 52         | 4        | 59 s 77  | 30       | 1 min 41 s 29   | 24    |

### Ski de fond
| Épreuve | Athlète             | Course            | Course |
| Épreuve | Athlète             | Temps             | Rang   |
| ------- | ------------------- | ----------------- | ------ |
| 15 km   | Walter Failer       | 54 min 12 s 5     | 51     |
| 15 km   | Ernst Pühringer     | 53 min 23 s 0     | 47     |
| 15 km   | Heinrich Wallner    | 52 min 53 s 6     | 42     |
| 15 km   | Andreas Janc        | 51 min 29 s 8     | 31     |
| 30 km   | Hansjörg Farbmacher | 1 h 49 min 43 s 3 | 50     |
| 30 km   | Franz Vetter        | 1 h 45 min 11 s 2 | 40     |
| 30 km   | Ernst Pühringer     | 1 h 44 min 51 s 0 | 38     |
| 50 km   | Franz Vetter        | 2 h 43 min 51 s 1 | 34     |
| 50 km   | Andreas Janc        | 2 h 32 min 32 s 2 | 13     |

| Athlètes                                                   | Course            | Course |
| Athlètes                                                   | Temps             | Rang   |
| ---------------------------------------------------------- | ----------------- | ------ |
| Heinrich Wallner Franz Vetter Ernst Pühringer Andreas Janc | 2 h 22 min 29 s 4 | 13     |

## Référence
- (en) Cet article est partiellement ou en totalité issu de l’article de Wikipédia en anglais intitulé « Austria at the 1968 Winter Olympics » (voir la liste des auteurs).